# 郷隆

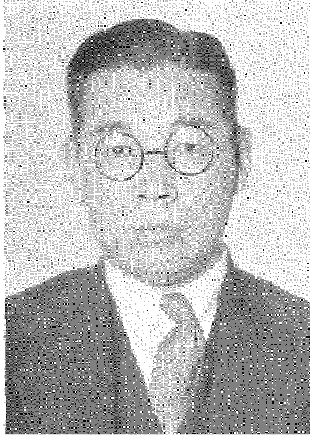
郷隆

郷 隆（ごう たかし、1895年10月26日 - 1944年4月18日）は、日本の教育者、ボート競技（ローイング競技）選手。

## 生涯
1895年10月26日、実業家で男爵の郷誠之助の従兄弟で、医師の郷郁太郎の長男として生まれる。
東京府立一中などを経て、大正9年（1920年）東京帝国大学医学部。帝大ボート部選手として活躍した。
大正11年（1922年）日本漕艇協会、大正15年（1926年）大日本体育協会の各理事を務め、昭和3年（1928年）第9回アムステルダム五輪ボート監督、昭和5年（1930年）体協専務理事に就任。
昭和11年（1936年）には、第12回東京五輪招致決定により、組織委員会競技部長となるも、昭和13年（1938年）7月中止決定される。昭和17年（1942年）大日本体育会（体協が吸収合併される）理事長に就任するが、昭和19年（1944）死去、48歳没。墓所は青山霊園立山墓地1-イ-1-5。

## 家族
- 弟　久富達夫 - 母方の苗字を名乗る。ジャーナリスト、政治家、実業家、スポーツ指導者。